# Widescreen (álbum)
Widescreen es el primer álbum de estudio del cantautor estadounidense Rupert Holmes. Fue publicado en junio de 1974 a través del sello discográfico Epic Records. 

## Antecedentes
Mientras escribía y arreglaba canciones de bubblegum pop para grupos bajo contrato con Epic Records, Holmes grabó otra canción, a 180 grados de las canciones típicas que había estado produciendo. Quería ver si Epic estaría interesado en que publicara su propio álbum de canciones con su propio nombre. Esa canción, «Terminal», finalmente se publicaría como sencillo promocional de Widescreen. Epic originalmente dijo que no, pero después de aproximadamente una semana regresó y le dijo a Holmes que le darían un presupuesto para su propio álbum. Holmes se propuso aprovecharlo al máximo con “canciones de historias” increíblemente bien elaboradas que parecían minipelículas, salpicadas de letras irónicas y respaldadas por lujosas orquestaciones.

## Grabación y contenido
Las sesiones de grabación de Widescreen tuvieron lugar entre marzo de 1973 hasta enero de 1974 en los estudios Media Sound, CBS, y Columbia 30th Street. Jeffrey Lesser produjo el álbum. Widescreen contenía diez canciones, todas compuestas por Holmes. En las notas de álbum de la reedición de lujo del álbum de 2001, Holmes escribe que se preguntó: “¿Y si la canción en sí fuera la película?”. Las canciones de Widescreen contenían efectos de sonido, diálogos y bandas y orquestación de varios tamaños, creando lo que Holmes consideraba cine rock. En una entrevista con Charles Donovan de PopMatters, Holmes declaró:

“Cuando grabé Widescreen, me di cuenta de que un sello discográfico importante que me permitía una carte blanche artística, con Jeffrey y yo como únicos productores supervisores, era una situación poco común que tal vez nunca volvería a suceder. De hecho, sólo tenía un contrato para hacer este álbum, sin garantía de futuros; Sentí que este podría ser el único álbum que haría y me di cuenta de que tendría que hacer que cada canción cuente. Así que estoy razonablemente feliz después de todos estos años con prácticamente todos los cortes del álbum, y sería extraño si no lo estuviera”.

## Relanzamientos
Widescreen fue publicado por primera vez en CD a través de Varèse Vintage en 1995. El relanzamiento incluía los temas «Deco Lady» y «Brass Knuckles», inicialmente publicadas en su álbum homónimo de 1975, como bonus tracks.  El 7 de agosto de 2001, el álbum fue remasterizado y lanzado a través del sello discográfico Fynsworth Alley. Subtitulado The Collector's Edition, la reedición contenía once canciones adicionales. En 2018, Cherry Red Records reeditó Widescreen junto con los otros dos álbumes de Holmes en Epic Records en la caja recopilatoria Songs That Sound Like Movies. La caja recopilatoria incluyó siete canciones adicionales, entre las cuales se encontraban la versión editada de «Terminal» y el lado B de «Talk», «Philly».

## Recepción de la crítica
Un escritor no especificado de la revista Cash Box declaró: “Muy en el molde de Piano Man de Billy Joel, más pop que rock, Widescreen es uno de los conceptos más divertidos y originales que han aparecido en algún tiempo”.

## Legado
Barbra Streisand ayudó a lanzar la carrera de Holmes haciendo versiones de dos de las canciones, «Widescreen» y «Letters in the Mail», en su álbum de 1975, Lazy Afternoon.

## Lista de canciones
Todas las canciones escritas y compuestas por Rupert Holmes.
Lado uno
1. «Widescreen» – 3:56
2. «Terminal» – 4:15
3. «Second Saxophone» – 4:27
4. «Phantom of the Opera» – 3:00
5. «Talk» – 3:12
6. «Bagdad» – 4:26

Lado dos
1. «Our National Pastime» – 2:55
2. «Letters That Cross in the Mail» – 3:10
3. «Soap Opera» – 4:15
4. «Psycho Drama» – 9:46